# 13. dragonski polk (Avstro-Ogrska)
Za druge 13. polke glejte 13. polk.
13. dragonski polk je bil konjeniški polk k.u.k. Heera.

## Zgodovina
Polk je bil ustanovljen leta 1682. 

### Prva svetovna vojna
Polkovna narodnostna sestava leta 1914 je bila sledeča: 51% Čehov, 48% Nemcev in 1% drugih.
Naborni okraj polka je bil v Litoměřicah, pri čemer so bile polkovne enote garnizirane sledeče: Klatovy (štab, II. divizion) in Stříbro (I. divizion).

## Poveljniki polka
- 1879: Alfred Berres von Perez[3]
- 1908: Gustav von Urban[4]
- 1914: Paul Regner von Bleyleben[5]